# Adel Mahmoud

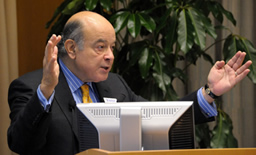
Adel Mahmoud bei einem Vortrag an der Boston University (2008)

Adel A. F. Mahmoud (* 24. August 1941 in Kairo; † 11. Juni 2018 in Manhattan, New York City) war ein aus Ägypten stammender US-amerikanischer Mediziner und Hochschullehrer, der von 2007 bis zu seinem Tode 2018 als Professor für Molekularbiologie an der Princeton University lehrte.

## Leben
Adel A. F. Mahmoud (arabisch عادل محمود, DMG ʿĀdil Maḥmūd), Sohn des Agraringenieurs Abdelfattah Mahmoud und dessen Ehefrau Fathia Osman, absolvierte nach dem Schulbesuch ein Studium der Medizin an der Universität Kairo, das er mit einem Doktor der Medizin (M.D.) beendete. Ein weiteres Studium an der Fakultät für Hygiene und Tropenmedizin (London School of Hygiene and Tropical Medicine) schloss er 1971 mit einem Doctor of Philosophy (Ph.D.) ab. 1973 folgte seine Einwanderung in die Vereinigten Staaten, woraufhin er Mitarbeiter der Case Western Reserve University (CWRU) wurde. Dort war er zwischen 1977 und 1987 zunächst Leiter der Abteilung für internationale Medizin sowie schließlich von 1987 bis 1998 Vorsteher der Medizinischen Fakultät der CWRU.
Zugleich war Mahmoud auch beim Pharmahersteller Merck & Co. tätig und dort zwischen 1995 und 2005 Präsident von Merck Vaccines, dem Tochterunternehmen für Impfstoffe, ehe er von 2005 bis 2006 noch Chefberater von Merck & Co. für Impfstoffe und Infektionskrankheiten war. Er war des Weiteren von 2006 bis 2014 Vorstandsmitglied des Medizintechnikunternehmens Becton Dickinson und übernahm zwischen 2007 und seinem Tode 2018 eine Professur für Molekularbiologie an der Princeton University. Darüber hinaus war er von 2011 bis 2013 Vorstandsmitglied von GenVec, Inc. (GNVC) sowie zeitweilig auch des Biotechnologiekonzerns Inovio Pharmaceuticals und von Sanaria, einem Hersteller von Malariaimpfstoffen. Er engagierte sich als Präsident der International Society for Infectious Diseases sowie als Mitglied der National Academy of Medicine, des American College of Physicians (ACP) und des Council on Foreign Relations (CFR).
Mahmoud, der von 1993 bis zu seinem Tode an den Folgen einer intrazerebralen Blutung mit Sally Hodder verheiratet war, unterstützte die Präsidentschaftskandidatur von Barack Obama.

## Veröffentlichungen
Adel Mahmoud verfasste zahlreiche medizinische Fachbücher, viele davon mit Kenneth S. Warren (1929–1996), der sein Mentor und ein lebenslanger Freund von ihm war. Zu seinen Veröffentlichungen gehören:
- Geographic medicine for the practitioner. Algorithms in the diagnosis and management of exotic diseases, Mitautor Kenneth S. Warren, Chicago, University of Chicago Press, 1978
- The Eosinophil in health and disease, Mitautoren Karl Frank Austen, Arlene Stolper Simon, Arlene Stolper, New York, Grune & Stratton, 1980
- Tropical and geographical medicine, Mitautor Kenneth S. Warren, New York, McGraw-Hill, 1984, Neuauflage 1990
- Geographic medicine for the practitioner, Mitautor Kenneth S. Warren, New York, Springer-Verlag, 1985, Neuauflage 2011, ISBN 978-1-4613-8580-6[4]
- Tropical and geographical medicine, New York, McGraw-Hill, 1993
- Parasitic lung diseases, New York, Marcel Dekker, 1997
- Schistosomiasis, London, Imperial College Press, 2001
- Biological threats and terrorism : assessing the science and response capabilities. Workshop summary, Mitautoren Stacey Knobler, Leslie Pray, Washington, DC, National Academy Press, 2002
- The impact of globalization on infectious disease emergence and control : exploring the consequences and opportunities.Workshop summary, Stacey Knobler, Stanley M. Lemon, Washington, DC, National Academies Press, 2006

posthum
- A Global Roadmap Is Needed for Vaccine Research, Development, and Deployment, in: Vaccination Ethics and Policy. An Introduction with Readings, 2021, ISBN 978-0-262-54412-2, S. 65 ff. (Onlineversion)